# Tensaw
Le Tensaw est un fleuve de 66 km de long qui si jette dans la baie de Mobile, en Alabama, dans le Sud des États-Unis.

## Source
- (en) Cet article est partiellement ou en totalité issu de l’article de Wikipédia en anglais intitulé « Tensaw River » (voir la liste des auteurs).